# Little Richard
Richard Wayne Penniman, známější pod uměleckým jménem Little Richard (5. prosince 1932 Macon City, Georgie – 9. května 2020 Tullahoma, Tennessee), byl americký zpěvák, skladatel a pianista, který začal vystupovat ve čtyřicátých letech minulého století a byl klíčovou postavou v přeměně R&B na rock and roll v padesátých letech. Penniman se nejvíce proslavil hity z let 1955 až 1957, jako například „Tutti Frutti“, „Lucille“ a „Long Tall Sally“, které pomohly položit základy rockové a rock’n‘rollové hudby a ovlivnily generaci R&B, rockových a soulových umělců. Mnohé hvězdy, jako např. James Brown mu připisovali prvenství vložení prvků funku do rokenrolu.
Little Richardovy první počiny byly směsicí boogie-woogie, R&B a gospelu, ale s velkým zdůrazněním funky saxofonu a chraplavého hlasu, výkřiků a jiných emotivních výrazů, jež zavedly nový druh hudby.
Penniman získal velké uznaní u mnoha jiných hudebníků. Jeho hudba inspirovala hvězdy jako James Brown, Elvis Presley, John Lennon, Paul McCartney, George Harrison, Mick Jagger, John Fogerty, Dick Dale, Bob Seger, Jimi Hendrix, David Bowie a mnohé další.

## Biografie
Penniman se narodil v Macon City v Georgii Leva Mae Stewartové a Charlesovi Pennimanovi. Byl jeden z 12 dětí. Jeho otec pracoval jako zedník, bokem prodával alkohol a vedl zábavní podnik jménem „Tip In Inn“. Vyrostl v duchovně založené rodině. Penniman poprvé vystupoval v rodinné gospelové skupině nazvané „Penimann Singers“ se kterou zpívali v místních kostelech a účastnili se soutěží s ostatními zpívajícími rodinami. Richardovi sourozenci ho přezdívali „Válečný jestřáb“ kvůli jeho hlasitému a křičícímu zpěvu. Inspirován zpívajícím evangelistou bratrem Joe Mayem se Richard chtěl stát také kazatelem. Bylo to v kostele, kde začal Richardův hudební život.
Skoro všechno Richardovo dramatické frázování a rychlé hlasové obraty jsou odvozené z černého gospelu třicátých a čtyřicátých let. Jeho oblíbená zpěvačka byla sestra Rosseta Tharpe. Ta jej v roce 1945 přizvala, aby s ní zpíval na jevišti v Auditoriu v Macon City, poté co ho slyšela zpívat před koncertem. Sklidil velký potlesk a po představení mu zaplatila víc peněz než kdy předtím viděl. Byl také silně ovlivněn např. Marion Williamsovou, od které převzal typický výkřik „whoooo“ ve svém zpěvu. Bill Wright, místní zpěvák z New Orleans, byl nejspíše člověkem, který měl na Richarda největší vliv. Když ho Richard v roce 1952 potkal, okamžitě ho zaujal svým vzhledem. Wright nosil vysoko napomádované vlasy a třpytivé oblečení. Byl to Wrightův make-up, oční linky a napudrovaný obličej, který opravdu přitáhl Richardovu pozornost.
Jedním z lidí, kteří nejvíce ovlivnili jeho hru na piano byl Esquerita (Eskew Reeder jr.), který mu ukázal jak hrát vysoké tóny bez kompromitujících basů. Little Richard potkal Esqueritu když cestoval po Maconu s kazatelkou jménem sestra Rosa. Dalším vlivem byl bratr Joe May.
V roce 1952 byl zavražděn Richardův otec. Poté se vrátil do Macon City a po večerech hrál blues a boogie-woogie v klubu „Tick Tock“, mezitím během dne umýval nádobí v kavárně autobusových linek „Greyhound Lines“.

### Kariéra
V roce 1951 Penniman vyhrál soutěž talentů v Atlantě, což vedlo k nahrávací smlouvě s RCA. V letech 1951 až 1954 pokračoval v nahrávání pro Peacock Records v Houstonu. Nahrál několik písní včetně „Little Richard Boogie“. Tyto nahrávky se ale prodávaly málo a Penniman neměl moc velký úspěch až do 17. února 1955, kdy poslal svoji demo nahrávku do Speciality Records. Majitel Speciality Records Art Rupe koupil jeho kontrakt s Peacock a vložil tak Richardovu kariéru do rukou A&R manažera Roberta Blackwella.
Blackwell chtěl, aby Little Richard nahrál bluesové skladby a konkuroval tak Ray Charlesovi a B. B. Kingovi. Koncem léta roku 1955 zařídil nahrávání v nahrávacím studiu Cosimo Matassy v New Orleans. Během přestávky tam Richard začal zpívat improvizovanou verzi songu „Tutti Frutti“ svým typickým chraplavým, křičícím hlasem a doprovázel se na piano. Blackwell, který poznal hit, když ho slyšel, byl ohromen a společně skladbu nahráli. Vydána byla koncem roku 1955 a stala se prvním z jeho mnoha hitů.
„Tutti Frutti“ se stala vzorem pro mnoho dalších následujících L. Richardových songů s energickým pianem, boogie-woogie basou, funky saxofonem, se saxofonovými sóly obvykle od Lee Allena. Během několika dalších let měl Little Richard mnoho hitů jako „Long Tall Sally“, „Lucille“, „Rip It Up“, „The Girl Can’t Help It“, „Slippin‘ and Slidin‘“, „Jenny, Jenny“, „Good Golly Miss Molly“ nebo „Keep A Knockin“. Jeho styl vystupování může být viděn ve filmech jako „Dont Knock the Rock“ nebo „The Girl Can’t Help It“, pro který nazpíval titulní píseň. V epizodní úloze kuchaře Morrise vystupoval Little Richard i ve 21. díle 5. řady seriálu Pobřežní hlídka.
V roce 1957, uprostřed turné po Austrálii, Little Richard odešel od rock and rollu. Ustaraný ze svého náročného životního stylu a zahořklý z konfliktů se svojí nahrávací společností odešel ze show-businessu a vstoupil do kněžského semináře. Jeho krátká evangelická kariéra se potkala s malým úspěchem a v roce 1962 se vrátil k rock’n’rollu, jezdil na turné po Velké Británii a Německu s The Beatles, kteří později také hráli své coververze jeho slavných skladeb.

## Ocenění
- 1956 – získal ocenění magazínu „Cashbox“ za jeho druhý hit „Long Tall Sally“
- 1986 – stal jedním z prvních umělců, kteří vstoupili do „Rock’n’Rollové síně slávy“
- 1990 – byl oceněn hvězdou na „Hollywoodském chodníku slávy“
- 1993 – získal cenu Grammy za celoživotní výkon od „National Academy of Recording Arts & Sciences“
- 1994 – jedná se o čtvrtého umělce, který byl oceněn „Rhythm and Blues Foundation“ cenou za celoživotní výkon „Pioneer Award“
- 1997 – získal cenu „American Music Award“ za zásluhy
- 2003 – byl uveden do „Songwriters Hall of Fame“ (Síň Slávy skladatelů)

## Diskografie
- 1957: Here's Little Richard
- 1958: Volume 2
- 1959: The Fabulous Little Richard
- 1960: Clap Your Hands
- 1960: Pray Along with Little Richard, Vol. 1
- 1960: Pray Along with Little Richard, Vol. 2
- 1962: King of the Gospel Singers
- 1963: Sings Spirituals
- 1964: Sings the Gospel
- 1964: Little Richard Is Back (And There's A Whole Lotta Shakin' Goin' On!)
- 1965: Little Richard's Greatest Hits (Vee-Jay)
- 1966: The Incredible Little Richard Sings His Greatest Hits - Live!
- 1966: The Wild and Frantic Little Richard
- 1967: The Explosive Little Richard
- 1967: Greatest Hits: Recorded Live!
- 1967: Rock N Roll Forever
- 1968: Little Richard's Grooviest 17 Original Hits (Specialty)
- 1968: Forever Yours
- 1969: Good Golly Miss Molly
- 1969: Little Richard
- 1970: Rock Hard Rock Heavy
- 1970: Little Richard
- 1970: Well Alright!
- 1970: The Rill Thing
- 1971: (Little Richard) Mr. Big
- 1971: The King Of Rock And Roll
- 1972: The Second Coming (Reprise Album)
- 1972: Southern Child
- 1972: Friends From The Beginning - Little Richard and Jimi Hendrix
- 1972: The Original
- 1972: You Cant Keep a Good Man Down
- 1973: (Little Richard) Right Now!
- 1973: Rip It Up (Little Richard)
- 1974: Talkin' 'Bout Soul
- 1974: Recorded Live
- 1974: Super Hits
- 1975: Keep a Knockin'
- 1976: Sings
- 1976: Little Richard Live
- 1977: Now
- 1977: 22 Original Hits
- 1979: God's Beautiful City
- 1983: 20 Greatest Hits
- 1986: Lifetime Friend
- 1988: Lucille
- 1992: Shake It All About
- 1996: Shag on Down by the Union Hall Featuring Shea Sandlin & Richard "The Sex" Hounsome
- 2006: Here Comes Little Richard/Little Richard

## Filmografie
- The Girl Can't Help It[1] (1956) – playback písní: titulní skladba (jiná verze než na desce), „Ready Teddy“ a „She's Got It“
- Don't Knock the Rock[1] (1956) – playback písní: „Long Tall Sally“ a „Tutti Frutti“
- Mister Rock and Roll[1] (1957) – playback písní: „Lucille“ a „Keep A-Knockin'“ (v původních kopiích filmu)
- Catalina Caper[1] (také známý jako Never Steal Anything Wet, 1967) – playback původní písně „Scuba Party“, která do roku 2019 nebyla vydána na desce
- Little Richard: Live at the Toronto Peace Festival[1] (1969) – vydáno na DVD v roce 2009 společností Shout! Factory
- The London Rock & Roll Show[1] (1973) – vystoupení s písněmi: „Lucille“, „Rip It Up“, „Good Golly Miss Molly“, „Tutti Frutti“, „I Believe“ (a capella, několik veršů) a „Jenny Jenny“
- Jimi Hendrix[1] (1973)
- Let the Good Times Roll (1973) – vystoupení a zákulisní záběry s Little Richardem, Chuckem Berrym, Bo Diddleym, Fatsem Dominem, Billem Haleym, The Five Satins, The Shirelles, Chubby Checkerem a Danny and the Juniors[2]
- Somrák z Beverly Hills[1] (1986) – hrál Orvise Goodnighta a vystoupil s písní „Great Gosh A-Mighty“
- Chuck Berry: Ať žije Rock and Roll (TV dokument, 1987)
- Goddess of Love (TV film, 1988)
- Fialový návštěvník[1] (1988)
- Scenes from the Class Struggle in Beverly Hills (1989) – bez uvedení v titulcích
- Bill & Ted's Excellent Adventures (1990) – hlasová role
- Mother Goose Rock 'n' Rhyme (1990)
- Kvítko – 1. série, epizoda 5 (1991)
- Columbo – 10. série, epizoda 3: Columbo a vražda rockové hvězdy (1991) – cameo
- FernGully: Poslední deštný prales (1992) – hlas (nepřipsán v titulcích)
- The Naked Truth[1] (1992)
- Půlnoční horečka[1] (1992)
- James Brown: The Man, The Message, The Music (TV dokument, 1992)
- Martin – 1. série, epizoda 12: Three Men and a Mouse – role Deratizátora (1992)
- Dobrodružství létající okurky[1] (1993)
- Poslední akční hrdina[1] (1993)
- Plný dům (1993) – cameo v epizodě: Too Little Richard Too Late
- Pobřežní hlídka[1] (1995) – role Maurice v epizodě: Uprchlíci
- Be Cool About Fire Safety (1996) – jako on sám
- Kancelářská krysa (1997) – cameo v epizodě: Drewstock
- Proč se blázni zamilují? (1998)
- Muppets Tonight (1998) – epizoda: The Cameo Show
- Mystery, Aljaška (1999)
- Labutí trumpetka (2001) – hlasová role
- Simpsonovi (2002) – hlasová role